# Скотт Еванс
Скотт Еванс (англ. Scott Evans; народився 26 вересня 1987 у м. Дубліні, Ірландія) — ірландський бадмінтоніст. 
Учасник Олімпійських ігор 2008 в одиночному розряді. У першому раунді поступився Марку Цвіблеру з Німеччини 1:2. Учасник чемпіонату світу 2007, чемпіонатів Європи 2004, 2006, 2008.
Чемпіон Ірландії в одиночному розряді (2005, 2007, 2008, 2009), в парному розряді (2005, 2008).